# Terminator: Survivors
Terminator: Survivors ist ein PC-Spiel, das von Nacon entwickelt wird und dessen Veröffentlichung für das Jahr 2025 angekündigt ist.

## Handlung und Setting
Die Handlung in dem Open-World-Survival-Spiel findet vier Jahre nach Judgment Day statt (dem Tag, als die KI Skynet versuchte, die Menschheit in einem Nuklearen Holocaust zu vernichten). In dem Spiel schlüpft man alleine oder mit drei weiteren Spielern in die Rolle eines von vier Überlebenden, die von einem T-800-Terminator gejagt aus ihrem Schutzraum treten, um in der postapokalyptischen Welt nach weiteren Überlebenden, überlebenswichtigen Ressourcen und einem neuen Unterschlupf zu suchen.
Mit Terminator: Survivors will Spieleentwickler Nacon eigenen Angaben zufolge die Essenz der ersten beiden Filme des Terminator-Franchises (Terminator und Terminator 2) zusammenfassen.

## Entwicklung, Marketing und Veröffentlichung
Das Spiel baut auf der Unreal Engine 5 auf. Im Februar 2024 wurde ein erster Trailer vorgestellt. Im Juni desselben Jahres wurde mit einem zweiten Trailer über die Entwicklung berichtet.
Ursprünglich als Early-Access-Spiel für eine Veröffentlichung im Oktober 2024 vorgesehen, wurde der Release von Terminator: Survivors im August 2024 auf das Jahr 2025 verschoben.